# Trollhättans pastorat
Trollhättans pastorat är ett pastorat i Väne kontrakt i Skara stift i Trollhättans kommun i Västra Götalands län. 
Pastoratet bildades som ett flerförsamlingspastorat 2010 av följande församlingar:
- Götalundens församling
- Lextorps församling
- Trollhättans församling

1 januari 2022 gick församlingarna samman och pastoratet blev då ett enförsamlingspastorat.
Pastoratskod är 030303.: